# Марко
Марко́ — християнське чоловіче ім'я. Православна канонічна форма — Марк. Походить від лат. Marcus — давньоримського преномена, етимологія якого не зовсім ясна: можливо, воно пов'язане з Martius («березневий», «приналежний богу Іллі», «Іллів»), інша версія виводить його від дієслова marceo («слабую», «почуваюся в'ялим»). До української ім'я запозичене через середньогрецьке (грец. Μάρκος) і старослов'янське (староцерк.-слов. Мар(ъ)къ) посередництво.
Українські зменшені форми — Марочко, Маркусь, Марчик.

## Відомі носії
- Марк Туллій Цицерон (106-43 до н. е.) — давньоримський оратор.
- Марк Антоній (83-30 до н. е.) — давньоримський полководець.
- Марк Аврелій (121—180) — римський імператор.
- Марко (І ст. н. е.) — один з чотирьох євангелістів, святий. Вшанування пам'яті 25 квітня.
- Марко Поло (1254—1324) — венеційський купець і мандрівник.
- Марко Жмайло — гетьман реєстрового козацтва (1625), керівник селянсько-козацького повстання 1625 року.
- Марко Антонович — український історик і публіцист, організатор наукової праці в діаспорі.
- Марко Вовчок (справжнє ім'я Марія Олександрівна Вілінська; 1833—1907) — українська письменниця.
- Марко Кропивницький (1840-1910) — український письменник, драматург, театральний режисер і актор; творець українського професійного театру.
- Марко Черемшина (1874 - 1927) — український письменник і громадський діяч, адвокат, доктор права.
- Марко Безручко (1883-1944) — генерал-хорунжий Армії УНР, міністр військових справ уряду УНР в екзилі.
- Марко Бандера — американський бандурист.
- Марко Павлишин — австралійський літературознавець, професор i багатолітній куратор українських студій у Школі мов, культур та лінгвістики в університеті ім. Монаша в Мельбурні.
- Марко Галаневич  — вокаліст етно-гурту "ДахаБраха".
- Марко Супрун  — кінорежисер, ведучий ведучий StopFake ENG.
- Марко Романович — український-католицький священик, василіянин.
- Марко Семенів — київський гравер.
- Марко Собеський — представник знатного русько-польського магнатського роду, старший брат польського короля Яна III Собеського.
- Марко Терещенко — український режисер театру і кіно.
- Марко Хук — німецький боксер, колишній чемпіон WBO.
- Марко Царинник — український поет і перекладач, дослідник Голодомору й Голокосту.
- Марко Цехновіцер — мікробіолог.

### Вигадані персонажі
- Марко Пекельний — популярний персонаж українських легенд.
- Марко — персонаж поеми Т. Г. Шевченка «Наймичка».